# イェジ・ラジヴィウ
イェジ・ラジヴィウ・"ヘルクレス"またはユルギス・ラドヴィラ・"ヘルクリス"（ポーランド語:Jerzy Radziwiłł "Herkules"；リトアニア語:Jurgis Radvila "Herkulis", 1480年 - 1541年）は、リトアニア大公国の大貴族、ヘトマン。

## 生涯
リトアニア大法官を務めたミカロユス・ラドヴィライティスの三男。1510年からリトアニア副酒膳官およびキエフ県知事、1521年からリトアニア野戦ヘトマン、翌1522年からトラカイ城代、1527年からヴィリニュス城代、1528年からリトアニア宮内長官、1531年からリトアニア大ヘトマンを務めるなど、重職を歴任した。フロドナ、ヴィリニュス、ウテナのほか8地区を代官として支配する大領主でもあった。
イェジはラジヴィウ家のうちビルジャイおよびドゥビンギェイを本拠とした系統の始祖であり、彼の子孫たちは同家のうちでも代々プロテスタントを信仰していたことで知られる（この系統は1695年に断絶した）。
イェジは有能な政治家であると同時に優れた軍事指導者であり、モスクワ大公国、コサック、タタールとの数多くの戦いに参加した。30もの戦いに勝利し、「リトアニアのヘラクレス」の異名をとった。リトアニア元老院議員でもあったイェジは、1526年ジグムント1世に対し、その息子ジグムント・アウグストの治世以後、リトアニア大公国の国称を「リトアニア王国」に変更するよう奏請したが却下された。1530年代には兄のヤンと共に、リトアニアの国政をほぼ牛耳る立場にあった。
ラジヴィウ家の一員として、彼は先祖たちが進めてきたように所領の拡大に努め、死後、遺産は全て長男のミコワイ・ラジヴィウ・ルディに相続された。イェジには娘が2人いたが、下の娘バルバラは後にジグムント2世アウグストの愛人となり、1550年には王妃となった。バルバラが王妃となったことで、ポーランドとリトアニアにおけるラジヴィウ家の地位は飛躍的に高まった。